# Fuerza Terrestre Multinacional
La Fuerza Terrestre Multinacional, también conocido como grupo de combate ítalo-esloveno-húngaro es un grupo de combate de la Unión Europea liderado por Italia y reforzado por Hungría y Eslovenia.

## Historia
La FTM fue creada originalmente a finales de la década de 1990, cuando el primer ministro italiano Romano Prodi tomó la iniciativa para crear una brigada trilateral junto a Eslovenia y Hungría. La brigada alpina Julia formó la columna vertebral del nuevo grupo de combate, y también contribuyó con su cuartel de Údine. El 10° Batallón Motorizado esloveno y el 1.er Batallón de Infantería Ligera húngaro se unieron a los italianos el 5 de septiembre de 2001. El 10 de enero de 2002, la FTM se fornó oficialmente, después de haber conpletado los ejercicios conjuntos.
Cuando en 2005 la Unión Europea decidió poner en marcha los grupos de combate conjuntos, Italia propuso que la FTM fuese uno de ellos. Desde entonces se ha activado a la FTM en dos ocasiones para el sistema de despliegue de los grupos de combate:
- 1 de julio - 31 de diciembre de 2007
- 1 de julio - 31 de diciembre de 2012